# Тирни, Пол
Пол Ти́рни (англ. Paul Tierney; 25 декабря 1980, Уиган) — английский профессиональный футбольный арбитр, работающий на матчах Премьер-лиги.

## Биография
Родился в 1980 году в Уигане. На профессиональном уровне судит с 2008 года (Национальная лига Англии). В 2009 году отработал свой первый матч в Чемпионшипе. В Премьер-лиге официально дебютировал 30 августа 2014 года в матче «Суонси Сити» — «Вест Бромвич Альбион» (3:0). Свой дебют Тирни отметил тремя жёлтыми карточками, одна из которых была показана игроку хозяев и две — гостевым футболистам.
С 2016 года входит в Избранную группу судей. При этом Пол Тирни продолжает судить и лиги рангом ниже. В сезоне 2016/17 отработал десять матчей, в которых на его счету 29 жёлтых и две красные карточки (одна прямая).
1 января 2018 года получил судейскую лицензию ФИФА.